# Oto Ferenczy
Oto Ferenczy (* 30. März 1921 in Brezovica nad Torysou; † 3. Mai 2000 in Bratislava) war ein slowakischer Komponist, Musikwissenschaftler und Musikpädagoge.

## Leben
Seine frühe musikalische Ausbildung erhielt Oto Ferenczy in Košice bei dem Organisten Oldřich Hemerka. Nach der Matura am Gymnasium in Prešov inskribierte er 1939 an der Philosophischen Fakultät der Comenius-Universität Bratislava, wo er Germanistik, Philosophie und Musikwissenschaft studierte und 1945 mit der Dissertation Zážitok a vnímanie hudby (Erleben und Wahrnehmung von Musik) promovierte. Im selben Jahr wurde er Direktor der Musikabteilung der Universitätsbibliothek Bratislava. 1951–1989 lehrte Ferenczy Musiktheorie und -ästhetik an der Akademie der Darstellenden Künste, der nunmehrigen Hochschule für Musische Künste Bratislava (Vysoká škola múzických umení v Bratislave – VŠMU). Seit 1953 war er dort Dozent und 1953–1955 Dekan der Musikfakultät, in der weiteren Folge bis 1962 Pro-Rektor sowie ab 1965 Professor und 1965–1969 Direktor der VŠMU. In vielen Bereichen des slowakischen Musiklebens und insbesondere für die zeitgenössische Musik engagiert, hatte Ferenczy 1970–1972 und 1982–1986 auch die Funktion des Vorsitzenden des Slowakischen Komponistenverbandes inne.
Als Komponist war Ferenczy Autodidakt. Ausgehend von der spätromantischen Tradition stand er im Rahmen einer gemäßigten Moderne, wobei er Einflüsse etwa von Béla Bartók und Igor Strawinsky aufgriff. Für deren Schaffen setzte er sich auch in seiner publizistischen Arbeit als Musikkritiker ein, obwohl diese in der kommunistischen ČSSR phasenweise kulturpolitischen Angriffen ausgesetzt waren. Seine eigene Musik blieb in dieser Zeit immer im Rahmen der offiziellen Ansprüche des Sozialistischen Realismus und ging zum Teil auch inhaltlich bzw. in der Wahl der vertonten Texte mit dem Regime konform. Aus seiner pädagogischen Tätigkeit im Rahmen der Hochschule heraus entstanden die Lehrbücher Teórie harmonie, Teórie foriem, Teórie kontrapunktu (Theorie der Harmonie, Theorie der Formen, Theorie des Kontrapunkts) und Teórie melódie (Melodielehre). Wesentlich sind auch seine frühen musikästhetischen Studien. Posthume Würdigungen von Oto Ferenczy erfolgten anlässlich des Gedenkens zum 100. Geburtstag im Jahr 2021.

## Preise und Auszeichnungen (Auswahl)
- 1948: Béla Bartók-Preis für Musik für vier Streichinstrumente
- 1963: Ján-Levoslav-Bella-Preis für das Streichquartett Nr. 1
- 1971: Goldene Medaille der VŠMU
- 1974: Titel „Zaslúžilý umelec“ (Verdienter Künstler) der ČSSR
- 1983: Titel „národný umelec“ (Nationalkünstler) der ČSSR
- 1987: Jan Amos Komenský-Medaille des Erziehungsministeriums der ČSSR
- 2002: Eintrag in das Goldene Buch der slowakischen Urheberrechtsgesellschaft SOZA[5] für das Jahr 2001 (posthum)

## Musik (Auswahl)

### Oper
- Nevšedná humoreska (Eine ungewöhnliche Humoreske). Komische Oper in einem Akt nach dem Stück „Die tote Tante“ von Curt Goetz, Text von Oto Ferenczy (1967/1968)

### Solostimme, Chor und Orchester
- Pieseň za mier (Ein Lied für den Frieden) für Bariton, Chor und Orchester (1951)
- Hviezda severu (Nordstern). Kantate nach einem Text von Ján Smrek für Bariton, Chor und Orchester (1960)

### Solostimme und Orchester
- Tri zbojnícke piesne (Drei Banditenlieder) nach Volksliedern für Bariton und Orchester (1952)

### Orchesterwerke
- Rondo (1951)
- Veselica (Volksfest). Tanzszene aus Šariš (1951)
- Hurbanovská. Ouvertüre (1952)
- Regrútska (Rekrutierung). Tanzszene (1952)
- Tanzfantasie (1953)
- Obraz z môjho kraja (Bild aus meiner Heimat) (1954)
- Selanka (Idylle). Tanzszene (1955)
- Elegie nach Shakespeares „Romeo und Julia“ (1958)
- Finale (1958)
- Prolog. Sinfonische Ouvertüre (1974)
- Ouvertüre (1977)
- Variationen über ein Thema von J. S. Bach (1979)

### Blasorchester
- Bojová zástava (Das Kampfbanner) (1979)
- In memoriam. Trauermarsch (1981)
- Intrada (1986)

### Kammerorchester, Kammerensemble
- Concertino per 10 stromenti für Bläserquintett und Streichquintett oder Streichorchester (1948, rev. 1974)
- Serenade (1955)
- Partita (1965)

### Soloinstrument und Orchester
- Capriccio für Klavier und Orchester (1957)
- Klavierkonzert nach dem Capriccio für Klavier und Orchester (1978)

### Duos und Kammermusik
- Musik für vier Streichinstrumente für Streichquartett „In memoriam Béla Bartók“ (1947)
- Nonett für Bläserquintett und Streichquartett (1948)
- Streichquartett Nr. 1 (1962)
- Sonate für Violine und Klavier (1962/1963)
- Klaviertrio (1977)

### Diverse Instrumente solo
- Intermezzo für Klavier (1943, rev. 1958)
- Fantasie für Orgel (1945)

### Gesang und Klavier
- Kytica lesná (Waldblumen-Bukett). Liederzyklus nach Texten von Rudolf Fábry für Bariton oder Mezzosopran und Klavier (1961)
- Drei Shakespeare-Sonette für Bariton und Klavier (1965)
- Drei Lieder nach Gedichten von Stepan Ščipačev für Mezzosopran und Klavier (1973)

### Chor a cappella oder mit Instrumenten
- Pieseň o Štefánikovi (Ein Lied über  Štefánik). nach einem Text von Štefan Krčméry für Kinderchor a cappella (1944, rev. 1966)
- Detské obrázky (Kinderbilder). Vier Lieder nach Gedichten von Rudolf Fábry für Kinderchor a cappella (1951)
- Ej, kto mi budze (Hey, wer weckt mich) für Männerchor a cappella (1951)
- Prípitok (Trinkspruch) nach einem Text von Pavol Országh Hviezdoslav für Männerchor a cappella (1951, rev. 1996)
- Spievaná abeceda (Gesungenes ABC) nach Texten von Ján Smrek für Kinderchor und Klavier (1958)
- Zem moja (Mein Land) nach einem Text von Gustáv Hupka für Männerchor oder gemischten Chor und Klavier (1959)
- Verbunk (Werbung) aus Drei Lieder nach Texten von Štefan Žáry[6] für Männerchor a cappella (1959)
- Zwei Nocturnes nach Gedichten von Ivan Krasko für gemischten Chor a cappella (1972)
- Verbunk (Werbung) aus Drei Lieder nach Texten von Štefan Žáry, Fassung für gemischten Chor a cappella (1959/1974)

Zudem zahlreiche weitere Chorsätze, Werke für den Unterricht sowie Volksmusikarrangements

## Diskographie (Auswahl)
- Serenade– Slowakische Philharmonie, Dirigent: Ľudovít Rajter – auf „Ján Cikker, Oto Ferenczy“ (Opus, LP 1962)
- Streichquartett Nr. 1– Janáčkovo kvarteto – auf „Slovenská komorná hudba“ (Opus, LP 1964)
- Partita– Bohuslava Martinů Kammerorchester, Dirigent: Otakar Trhlík – auf „Symfonické diela slovenských skladatelov“ (Opus, LP 1970)
- Intermezzo und Fantázia aus Musik für vier Streichinstrumente – Slovenské kvarteto – auf „Živý odkaz našej hudby: Komorná tvorba“ (Opus, LP 1975)
- Prolog – Sinfonieorchester des Tschechoslowakischen Rundfunks Bratislava, Dirigent: Ondrej Lenárd – auf „Februárová“ (Opus, LP 1977)
- Sonate für Violine und Klavier – Viktor Šimčisko (Violine), Helena Gáfforová (Klavier) – auf „Alexander Moyzes, Oto Ferenczy“ (Opus, LP 1977)
- Ouvertüre – Slowakische Philharmonie, Dirigent: Ladislav Slovák – auf „Nova tvorba ‘78“ (Opus, LP 1978)
- Hviezda severu, Concertino für zehn Instrumente – Peter Mikuláš (Bariton), Slowakischer Philharmonischer Chor, Slowakische Philharmonie, Dirigent: Ondrej Lenárd – auf „Oto Ferenczy: The Northern Star“ (Opus, LP 1984)
- Poézia o záletnom vetre aus Drei Lieder nach Stepan Ščipačev – Silvia Sklovská (Mezzosopran), Daniel Buranovský (Klavier) – auf „Classical Music Vol. 3“ (Opus, CD 1994)
- Mai aus Kinderbilder – Kinderchor Bratislava, Leitung: Elena Šarayová – auf „Bratislavský Detský Zbor“ (Diskant, CD 2000)
- Verbunk für Männerchor a cappella – Gemischter Chor Tirnavia, Leitung: Andrej Rapant – auf „Miešaný spevácky zbor Tirnavia: Slowakische Chormusik des 20. Jahrhunderts“ (Slovart, CD 2004)
- Verbunk für Männerchor a cappella – Lúčnica Chor, Leitung: Peter Hradil – auf „The Best of Lúčnica Chorus“ (Musica, CD 2006)
- Verbunk für Männerchor a cappella – Lúčnica Chor, Leitung: Štefan Klimo – auf „Dr. Štefan Klimo: Za tou mojou milou“ (Ol Trade, CD 2009)
- Intermezzo und Fantázia aus Musik für vier Streichinstrumente – Slovenské kvarteto – auf „Opus 100 – Živý odkaz našej hudby“ (Opus, CD 2012)
- Concertino für zehn Instrumente – Quasars Ensemble, Dirigent: Ivan Buffa – auf „Lutosławski,  Saint-Saëns, Ferenczy“ (Hevhetia, CD 2019)[8]
- Verbunk für Männerchor a cappella – Slowakischer Philharmonischer Chor, Leitung: Jozef Chabroň – auf „Slowakischer Philharmonischer Chor: Slowakische Chormusik“ (Slowakische Philharmonie, CD 2020)